# Nathan Buntin
Nathan Buntin (ur. 10 stycznia 1967) – amerykański koszykarz grający na pozycji środkowego. Król strzelców Polskiej Ligi Koszykówki w sezonie 1994/1995 (w 35 meczach zdobył w sumie 837 punktów). Dwukrotny medalista rozgrywek o mistrzostwo Polski w koszykówce mężczyzn – wspólnie z Polonią Przemyśl w sezonie 1994/95 zdobył srebrny medal, a rok później brązowy. Razem z Darylem Thomasem był pierwszym amerykańskim koszykarzem reprezentującym barwy Polonii Przemyśl.
Karierę koszykarską rozpoczynał w rozgrywkach dywizji I NCAA. Występował tam w latach 1987–1990, reprezentując barwy uniwersytetu Missouri State University (wystąpił w sumie w 132 meczach, w których zdobył 1308 punktów). W latach 1994–1996 grał w Polskiej Lidze Koszykówki w Polonii Przemyśl. W barwach tego klubu wystąpił w 70 meczach polskiej ligi, w których zdobył w sumie 1441 punktów. Uczestniczył wówczas także dwukrotnie w Meczu Gwiazd Polskiej Ligi Koszykówki – w 1995 roku zdobył 20 punktów, a rok później 1 punkt. Do występu w drugim z tych meczów nie został wybrany, jednak zastąpił Mariusza Bacika podczas wykonywania 2 rzutów osobistych. W sezonie 1996/97 był zawodnikiem Lecha Poznań, grającego wówczas pod nazwą 10,5 Basket Club Poznań.